# Консультативна рада Національної комісії з питань COVID-19
Консультативна рада Національної комісії з питань COVID-19 (англ. National COVID-19 Commission Advisory Board) була стратегічною консультативною радою уряду Австралії для відновлення національної економіки після пандемії COVID-19. Спочатку вона була сформована 25 березня 2020 року як Національна координаційна комісія з COVID-19, і прем'єр-міністр Скотт Моррісон назвав цей орган відповідальним за консультування уряду щодо державно-приватного партнерства та координації для пом'якшення соціальних та економічних наслідків пандемії в Австралії. 22 липня 2020 року комісію було перейменовано в Консультативну раду Національної комісії з питань COVID-19, щоб краще відобразити консультативний, а не виконавчий характер органу.

## Члени виконавчого комітету
Прем'єр-міністр Скотт Моррісон повідомив, що члени Виконавчої ради Національної координаційної комісії з COVID-19 складатимуться з керівників приватного та державного секторів.
Ролі та членство було змінено 22 липня 2020 року, і комісія стала консультативною радою. Посаду консультантів виконували: Джейн Голтон, Пол Літтл, Кетрін Танна, Девід Тоді, Лора Беррі, Саманта Гогг, Су Маккласкі, Бао Хоан, Майк Герст і Пол Гоуз. Крім того, секретар департаменту прем'єр-міністра та кабінету міністрів Філіп Гетдженс і секретар департаменту внутрішніх справ Майк Пеццулло допомагали в роботі ради.
| Посада в раді    | Член ради      | Посада на основній роботі |
| ---------------- | -------------- | --- |
| Голова           | Нев Пауер      | Колишній генеральний директор Fortescue Metals Group                                                                                    |
| Заступник голови | Девід Тоді     | Голова CSIRO колишній генеральний директор Telstra                                                                                      |
| Комісар          | Джейн Голтон   | Колишній секретар міністерства фінансів і міністерства охорони здоров'я , Голова Коаліції з питань інновацій для готовності до епідемій |
| Комісар          | Пол Літтл      | Колишній керуючий директор Toll Group                                                                                                   |
| Комісар          | Кетрін Танна   | Керуючий директор EnergyAustralia |
| Комісар          | Філіп Гетдженс | Секретар департаменту прем'єр-міністра та кабінету                                                                                      |
| Комісар          | Майк Пеццулло  | Секретар міністерства внутрішніх справ                                                                                                  |

Грег Комбет від початку був членом Національної координаційної комісії з COVID-19, але залишив її в липні 2020 року.

## Секретаріат
Департамент Прем'єр-міністра та уряд виконували функції секретаріату Національної комісії з питань COVID-19.